# Domhnall Gleeson
Domhnall Gleeson (/ˈd̪ˠoːn̪ˠəl̪ˠ ˈgliːsn/; Dublín, 12 de mayo de 1983) es un actor, director y escritor irlandés. Ha actuado tanto en cine como en teatro, y fue nominado en los Premios Tony de 2006, por su participación en la producción de Broadway El teniente de Inishmore. Ha actuado varias veces en el Gate Theatre de Dublín, incluidas las adaptaciones de American Buffalo y Great Expectations.
Además de sus trabajos en el cine, ha aparecido en series de televisión como The Last Furlong, Black Mirror, el show de comedia Your Bad Self y en las películas Six Shooter . Personifica al despiadado General Hux en las tres películas de la tercera trilogía de Star Wars, y a Bill Weasley en las películas Harry Potter y las Reliquias de la Muerte: parte 1 y parte 2.
También tuvo destacados papeles en 
About time,
Unbroken,
El renacido,
Ex machina,
Mother!,
Frank y
American Made.
Es hijo del también actor Brendan Gleeson (1955‑).

## Biografía
Nació en Dublín (Irlanda), siendo el hijo mayor del actor Brendan Gleeson y de su mujer, Mary. Tiene tres hermanos menores, Fergus, Brian (también actor) y Rory.
Se graduó como Licenciado en Artes Visuales del Dublin Institute of Technology.

## Carrera
Después de graduado, comenzó a dirigir y escribir para el cine y el teatro.
En 2006 protagonizó con su padre el film Studs.
También protagonizó el cortometraje ganador de un Academy Award Six Shooter y Boy Eats Girl, así como la serie de televisión de RTÉ The Last Furlong. A los 23 años, protagonizó la obra dramática de Broadway The Lieutenant of Inishmore, recibiendo una nominación en los Tony Award por su rol.
A finales de 2007, personificó a Herbert Pocket en la adaptación de Hugh Leonard de la novela de Charles Dickens Grandes esperanzas en el Gate Theatre en Dublín. A principios de ese mismo año, obtuvo el papel de Bobby en la obra American Buffalo de David Mamet, también en el Gate Theatre.
En 2008, protagonizó un acto del show de comedia de RTÉ Your Bad Self, el cual fue emitido el 26 de diciembre de ese año. Otros apariciones en 2008 fueron en A Dog Year y Paddyville.
En marzo de 2009, se confirmó que había sido elegido para formar parte del elenco de la película Harry Potter y las Reliquias de la Muerte,  personificando a Bill Weasley. Su padre, Brendan, personifica a Alastor Moody en la serie. En un principio había sido reacio a estar junto a su padre en una misma película pero más tarde cambió de parecer.
En la película de 2009, Sensations, interpreta a un joven granjero para quien un "encuentro" con una prostituta se transforma en "una historia de amor agridulce".
En 2010 tuvo su gran año actuando en Harry Potter y las Reliquias de la Muerte. El mismo año protagonizó junto a Keira Knightley, Andrew Garfield y Carey Mulligan la película Never Let Me Go, y con Jeff Bridges y Matt Damon en True Grit de los hermanos Coen, que estuvo nominada a un Premio de la Academia.
En 2011 ganó un premio Ifta como Mejor Actor por su interpretación de Bob Geldof en la aclamada película biográfica When Harvey Met Bob.
Dohmnall personificó a Konstantin Levin en la adaptación de la novela clásica de Leo Tolstoy Anna Karenina, dirigida por Joe Wright. También protagonizó la cinta About Time, una comedia romántica escrita y dirigida por Richard Curtis. La historia sigue a un joven, interpretado por Gleeson, a quién a la edad debida le es concedida la habilidad de todos los hombres de su familia, de viajar en el tiempo, y conoce a "la chica de sus sueños", interpretada por Rachel McAdams. El rodaje fue en Londres, Inglaterra, en junio de 2012. Ha protagonizado también Frank, drama-comedia británica de 2013, con la participación especial de Michael Fassbender como el personaje del título, y el filme futurista de ciencia ficción y drama Ex Machina, con Oscar Isaac; ambos con buena acogida de la crítica y el público. En 2013, participó en un capítulo de la serie británica Black Mirror y, en 2014, tuvo un papel secundario en Unbroken (película), el primer largometraje dirigido por Angelina Jolie. Asimismo, Gleeson ha ingresado a la saga Star Wars en la primera de la nueva trilogía: Star Wars: Episodio VII - El despertar de la Fuerza, estrenada en diciembre de 2015.

## Filmografía
| Año  | Título                                              | Rol                                       | Notas                         |
| ---- | --------------------------------------------------- | ----------------------------------------- | ----------------------------- |
| 2001 | Rebel Heart                                         | Byrne                                     | Episodio #1.1                 |
| 2004 | Six Shooter                                         | Vendedor                                  | Cortometraje                  |
| 2005 | Stars                                               | Brian (voz)                               | Cortometraje                  |
| 2005 | Boy Eats Girl                                       | Bernard                                   |                               |
| 2005 | The Last Furlong                                    | Sean Flanagan                             | Serie de TV, 3 episodios      |
| 2006 | Studs                                               | Trampis                                   |                               |
| 2009 | A Dog Year                                          | Anthony Armstrong                         |                               |
| 2009 | Perrier's Bounty                                    | Clifford                                  |                               |
| 2009 | Corduroy                                            | Mahon                                     | Cortometraje                  |
| 2010 | Your Bad Self                                       | Varios                                    | Serie de TV También guionista |
| 2010 | Never Let Me Go                                     | Rodney                                    |                               |
| 2010 | Sensation                                           | Donal                                     |                               |
| 2010 | When Harvey Met Bob                                 | Bob Geldof                                | Película de TV                |
| 2010 | True Grit                                           | Moon                                      |                               |
| 2010 | Harry Potter y las Reliquias de la Muerte: parte 1  | Bill Weasley                              |                               |
| 2011 | Harry Potter y las Reliquias de la Muerte: parte 2  | Bill Weasley                              |                               |
| 2012 | Shadow Dancer                                       | Connor                                    |                               |
| 2012 | Dredd                                               | Clan Techie                               |                               |
| 2012 | Anna Karenina                                       | Konstantin Levin                          |                               |
| 2012 | Immaturity for Charity                              | Varios                                    | Película de TV                |
| 2013 | Black Mirror                                        | Ash Starmer                               | Episodio: Be Right Back       |
| 2013 | About Time                                          | Tim Lake                                  |                               |
| 2013 | Frank                                               | Jon Burroughs                             |                               |
| 2013 | Calvary                                             | Freddie Joyce                             |                               |
| 2014 | Unbroken                                            | Russell Allen 'Phil' Phillips             |                               |
| 2015 | Ex Machina                                          | Caleb Smith                               |                               |
| 2015 | Brooklyn                                            | Jim Farrell                               |                               |
| 2015 | Star Wars: Episodio VII - El despertar de la Fuerza | General Hux                               |                               |
| 2015 | El renacido                                         | Andrew Henry                              |                               |
| 2016 | Barry Seal: solo en América                         | Monty Schafer                             |                               |
| 2017 | Mother!                                             | Hermano mayor                             |                               |
| 2017 | Star Wars: Episodio VIII - Los últimos Jedi         | General Hux                               |                               |
| 2017 | Goodbye Christopher Robin                           | A. A. Milne                               |                               |
| 2017 | Crash Pad                                           | Stensland                                 |                               |
| 2017 | Catastrophe                                         | Dan                                       | 2 episodios                   |
| 2018 | A Futile and Stupid Gesture                         | Henry Beard                               |                               |
| 2018 | Peter Rabbit                                        | Thomas McGregor / Mr. Jeremy Fisher (voz) |                               |
| 2018 | The Little Stranger                                 | Dr. Faraday                               |                               |
| 2019 | The Kitchen                                         | Gabriel O’Malley                          |                               |
| 2019 | Peter Rabbit 2                                      | Thomas McGregor                           |                               |
| 2019 | Star Wars: Episodio IX - El ascenso de Skywalker    | General Hux                               |                               |
| 2020 | Run                                                 | Billy Johnson                             | Serie de TV                   |
| 2021 | Frank of Ireland                                    | Doofus MacGiollagan                       | Serie de TV                   |
| 2022 | The Patient                                         | Sam Fortner                               | Serie de TV                   |
| 2023 | White House Plumbers                                | John Dean                                 | Miniserie de TV               |
| 2024 | Alice & Jack                                        | Jack                                      | Miniserie de TV               |

## Premios
| Año  | Premio                                   | Categoría                                                        | Resultado | Título de la obra           |
| ---- | ---------------------------------------- | ---------------------------------------------------------------- | --------- | --------------------------- |
| 2006 | Tony Award                               | Mejor actor en una obra de teatro                                | Nominado  | The Lieutenant of Inishmore |
| 2011 | IFTA                                     | TV - Mejor Actor en un Rol Principal                             | Ganador   | When Harvey Met Bob         |
| 2013 | IFTA                                     | Mejor Actor de Reparto                                           | Ganador   | Anna Karenina               |
| 2015 | Premios del Cine Independiente Británico | Mejor Actor de Reparto                                           | Nominado  | Brooklyn                    |
| 2023 | Premios Globo de Oro                     | Mejor actor de reparto - Serie limitada de televisión / Película | Nominado  | The Patient                 |